# Trosvik Bingo 9000
Trosvik Bingo 9000 beschreibt eine Klasse von vier selbstfahrenden, halbtauchenden Ölbohrplattformen, die zu den größten ihrer Art gehören.

## Geschichte und Einsatz
Der Bingo-9000-Entwurf stammte von Ocean Engineering. Er basierte auf den Bingo-7000- bzw. Bingo-8000-Entwürfen. Die Ölbohrplattformen wurden auf der Werft Dalian New Shipyard in Dalian, China, gebaut. Die ersten beiden Einheiten wurden nach dem Bau bei Dalian New Shipyard zur Ausrüstung zu Friede Goldman Offshore geschleppt. Hier kam es zu Verzögerungen bei der Fertigstellung. Die zweite Einheit wurde daher für die Ausrüstung zu Halifax Shipyard geschleppt. Beide Einheiten wurden wegen der Verzögerungen erst nach den beiden Folgebauten fertiggestellt. Bei den folgenden beiden Einheiten folgte die Ausrüstung auf der Werft Jurong Shipyard.
Die Bohrplattformen waren für den ganzjährigen Betrieb bei extremen Wetterverhältnissen ausgelegt und wurden von verschiedenen Mineralölunternehmen angemietet, in deren Auftrag sie nach Öl bohrten.
Die Mannschaftsstärke betrug regulär 120 Personen.

## Abmessungen und Schiffstechnik
Die Arbeitsverdrängung der Plattformen beträgt 53.393 Tonnen bei Ausmaßen von 83,77 Metern (Länge) auf 71,0 Metern (Breite) über Alles. Die Reiseverdrängung ist 38.243 Tonnen. Das Deck hat die Maße 78,55 × 66,50 Meter, die beiden Schwimmkörper in Katamaranbauform sind je 105,07 Meter lang, 16,0 Meter breit und 12,26 Meter hoch. Der Antrieb der Plattform erfolgt durch sechs computergesteuerte Aquamaster-Ruderpropeller, welche um 360 Grad schwenkbar sind und je 100 Tonnen wiegen. Der Propellerdurchmesser beträgt 4,10 Meter. Die sechs Wärtsilä-Dieselmotoren leisten jeweils 7500 kW und treiben sechs Generatoren mit einer elektrischen Leistung von je 7300 kW an. Der Tiefgang beim Bohren beträgt 23,75 m, während der Fahrt 12 Meter.
Bei Bohrarbeiten in Wassertiefen zwischen 70 und 400 Meter werden die Bohrplattformen mit acht Spezialankern von je 15 Tonnen Gewicht, die eine besonders hohe Haltekraft haben, auf dem Meeresboden verankert. Bei größeren Tiefen werden sie von ihren Pod-Antrieben und mit Hilfe von GPS direkt über einem Bohrloch in Stellung gebracht und könne diese Position genau halten. GPS alleine reicht jedoch nicht aus, da nicht-militärisches GPS eine Abweichung von bis zu 10 Metern zulässt. Aus diesem Grund errechnen sie selbständig mit eigenen Messungen in Bezug auf den Meeresboden ihre Position und korrigiert sie gegebenenfalls. Die Plattformen sind auf Bohrtiefen bis zu 3000 Meter unter dem Meeresspiegel ausgelegt, ihre Reisegeschwindigkeit beträgt 7 Knoten.

## Schiffe der Klasse
| Schiffsname      | Baunummer | IMO-Nummer | Fertigstellung | Spätere Namen und Verbleib                 |
| ---------------- | --------- | ---------- | -------------- | ------------------------------------------ |
| Leiv Eiriksson   | ZJ96-2    | 8767317    | Juli 2001      | ausgemustert                               |
| Eirik Raude      | ZJ97-1    | 8765266    | September 2002 | 2019 Abbruch in Aliağa                     |
| Bingo 9000 Rig 3 | ZJ97-2    | 8765242    | Juli 1999      | Noble Danny Adkins, 2021 Abbruch in Aliağa |
| Noble Jim Day    | ZJ97-3    | 8765230    | Mai 1999       | 2020 verschrottet                          |